# Janine Whitlock
Janine Whitlock (ur. 11 sierpnia 1973 w Dewsbury) – angielska lekkoatletka specjalizująca się w skoku o tyczce.
Kontrola antydopingowa przeprowadzona 16 lipca 2002 podczas angielskich eliminacji do Igrzysk Wspólnoty Narodów wykazała u zawodniczki obecność metandienonu – środka zakazanego przez IAAF. Na Whitlock nałożono karę 2-letniej dyskwalifikacji (od 19 lipca 2002 do 18 lipca 2004).

## Osiągnięcia
- 3. miejsce podczas superligi pucharu Europy (Monachium 1997)
- 2. lokata na superlidze pucharu Europy (Petersburg 1998)
- 4. miejsce podczas igrzysk wspólnoty narodów (Kuala Lumpur 1998)
- 5. lokata w halowych mistrzostwach Europy (Gandawa 2000)
- udział w igrzyskach olimpijskich (Sydney 2000) – odpadła w eliminacjach
- 2. miejsce na superlidze pucharu Europy (Brema 2001)
- 9. lokata podczas mistrzostw świata (Edmonton 2001)
- zwycięstwo w I lidze pucharu Europy (Leiria 2005)
- wielokrotna mistrzyni i rekordzistka[1] Wielkiej Brytanii, stawała także na podium mistrzostw kraju w biegu na 60 metrów[2]

## Rekordy życiowe
- skok o tyczce – 4,47 (2005)
- skok o tyczce (hala) – 4,44 (2002)
- Bieg na 100 metrów – 11,56 (1999)
- Bieg na 200 metrów – 23,30 (1999)
- Bieg na 60 metrów (hala) – 7,36 (2000)